# گریگوری میخایلوویچ سمیونوف
گریگوری میخایلوویچ سمیونوف (روسی: Григо́рий Миха́йлович Семёнов؛ ۲۵ سپتامبر ۱۸۹۰ – ۳۰ اوت ۱۹۴۶) فرد نظامی اهل امپراتوری روسیه بود.او همچنین برندهٔ جوایزی همچون نشان سنت جورج شده‌است.